# 石灯籠切虎徹
石灯籠切虎徹（いしとうろうきりこてつ、石燈篭切虎徹）は、江戸時代に長曽祢興里により作られた日本刀（打刀）である。燈篭切虎徹とも呼ばれる。年紀はないが銘振り等から推して寛文九年秋頃若しくは寛文十二年頃の作とされる。虎徹としては最も著名な刀とされる。特別注文と思われる無反りで他に類をみない体配を示しており、長曽祢興里の作中でも群を抜いた異風な作風を示している。

## 概要

### 刀工および名前の由来
江戸時代に長曽祢興里により作られた日本刀（打刀）である。燈篭切虎徹とも呼ばれる。虎徹としては最も著名な刀とされる。石灯籠切虎徹という名前は、注文主の旗本に切れ味を証明するため、松の枝を切ろうとしたが勢い余り側にあった石灯籠まで切り込んだ物語に由来する。詳細は異説あるが、以下確認されているいくつかの刀剣書籍を年代順に紹介する。

### 長曽禰虎徹の研究[1]
作者：杉原祥造
年代：1926年
旗本：この刀を作らせたのは、久貝因幡守久貝正方で寛文延宝の頃の人であったとの記載がある
なぜ松の枝を切ろうとしたのか：詳細なし
その後の伝来：詳細なし
その他：附圖（第四十三図）には、押型が掲載されている。年紀はないが銘振り等から推して寛文九年秋頃ではないかと鑑している。
国立国会図書館デジタルコレクション：https://dl.ndl.go.jp/ja/pid/1181711/1/25

### 刀談片々[4]
作者：研師・刀剣学者として活躍していた本阿弥光遜
年代：1936年
旗本：旗本に関しては特定されておらず、旗本の何某という人とされている
なぜ松の枝を切ろうとしたのか：長曽祢興里が刀代としてその当時で百両くれといったところその旗本が少し値切ったという。すると虎徹が非常に怒り、「私の刀は何百両出しても打たぬといった打たぬが。その代わり切れ味は御覧の通りだ」といって切ったという。
その後の伝来：その後その人が百五十両をもって貰いに来たが頑として渡さず誰か自分の気に入った人に渡したという。
その他：光遜はこの話が真実かはわからないが、虎徹の切れ味をよく表す逸話であり、石灯籠切虎徹は「虎徹としては一番有名な刀です」とも述べている。

### 藤代名刀図鑑[5]
作者：藤代義雄
年代：1938年
旗本：久貝因幡守
なぜ松の枝を切ろうとしたのか：詳細なし
その後の伝来：詳細なし、当時の所持者細川利文子爵

### 大日本刀剣史[6]
作者：原田道寛
年代：1940年
旗本：久貝因幡守
なぜ松の枝を切ろうとしたのか：出来上がった刀が気に入らず、この刀では切れないのではないかと疑問を呈したため
その後の伝来：大いに感嘆し、この刀を受け取り秘蔵し、石灯篭切と号した。つまり、久貝家伝来となる。

その他：出典が明らかではないが、以下の文章を引用している
”寛文延宝の頃、徳川旗下に久貝因幡守といふ人あり、高五千石を領す、因州或日虎徹に命じて一刀を造らしむ、刀成る因州之を見て意に適はず、虎徹に言って曰く、この刀の利鈍果して如何、聊か掛念に堪へずと、虎徹即ち庭前に立ち出で、此刀を以て老松の大枝を一刀の下に切り拂ひしに、力余りて刀峰傍らに在りたる石灯籠の蓋にあたり、之を切り落す、是に於て因州大いに感嘆し、取りて以って之を秘蔵し、名けて石燈篭切りと號す”
国立国会図書館デジタルコレクション：https://dl.ndl.go.jp/ja/pid/1844364/1/71

### 乕徹大鑒[2][7]
作者：日本美術刀剣保存協会編纂（代表：本間順治、佐藤貫一）
年代：初版1955年、増補改訂版1974年
旗本：詳細なし
なぜ松の枝を切ろうとしたのか：詳細なし
その後の伝来：詳細なし、当時の所持者細川利文子爵
その他：出品されなかったが加島勲資料として、利刃なることを誇った添銘で紹介されている。細川利文子爵所持との記載があり、茎の写真も掲載されている。初版では年期の関する記載はなかったが、増補改訂版では寛文12年頃の作品とされる。
国立国会図書館デジタルコレクション：https://dl.ndl.go.jp/ja/pid/2483061/1/53

### 日本名刀物語[8]
作者：佐藤寒山
年代：1962年
旗本：三千石の久貝稲葉守とされているされている
なぜ松の枝を切ろうとしたのか：いかにも姿悪いので不満を述べた
その後の伝来：注文主が無礼を謝し刀を納めた後、石燈篭切と切付銘を入れた。つまり、久貝家伝来となる。

### 刀剣と歴史（続斬れ味の話）[9]
作者：昭和時代に活躍した刀剣学者である福永酔剣
年代：1970年
旗本：五千五百石の久貝因幡守正方とされているされている
なぜ松の枝を切ろうとしたのか：当時の流行とはいえ本作があまりに無反りなので、因幡守が思わず「これで切れるのかのう？」と呟いたので、虎徹は「では、切れ味をご覧入れましょう」と言い切った述べられている。
その後の伝来：その後この刀が久貝因幡守の手に渡ったかはつまびらかにしない。
その他：切った石灯籠に関して、湯島天神と久貝因幡守邸の二説がある。また、”石灯籠切り虎徹の話は信じてよさそうである”との記載がある。
国立国会図書館デジタルコレクション：https://dl.ndl.go.jp/ja/pid/7901148/1/29

### 日本刀大百科事典[11]
作者：昭和時代に活躍した刀剣学者である福永酔剣
年代：1993年
旗本：五千五百石の久貝因幡守とされているされている
なぜ松の枝を切ろうとしたのか：当時の流行とはいえ本作があまりに無反りなので、因幡守が思わず「これで切れるのかのう？」と呟いたので、虎徹は「では、切れ味をご覧入れましょう」と言い切った述べられている。
その後の伝来：その後この刀が久貝因幡守の手に渡ったかはつまびらかにしない。
その他：茎の押形が掲載されている。上記の刀剣と歴史（続斬れ味の話）と同じ作者であるが、こちらでは茎の磨り上げの時期などを考慮すると石灯籠を切ったのは虎徹ではないのではないかと推察している。

### 名刀虎徹[12]
作者：小笠原信夫。（長曽祢乕徹新考の作者でもある）
年代：2013年
旗本：上記の長曽禰虎徹の研究を参照している
なぜ松の枝を切ろうとしたのか：上記の長曽禰虎徹の研究を参照している
その後の伝来：その旗本には売らなかった
その他：いくつか疑問が呈されている。まずは石灯籠が下にあるのも見極めずに松の枝を斬った事に不審を抱く。次にこの刀は元々二尺四寸あったものを二回磨上げており、切付銘は磨上げた後にされておりなぜ二回磨上げた後に切付銘を入れたのか疑問が残る。「刀の来歴逸話を忘れないように後世に伝える目的で添銘したものと素直に解釈すればよいのだろうが研究を要する」との記載がある。また、鞘書には「元久貝家重代」とあるとの記述ある。

### その他
電通創始者である光永星郎の伝記『八火伝』に面白い逸話が紹介されている。彼は古稀の頃より達磨を揮毫するようになったそうである。日本刀で安物を高く掴まされた後、知人が正真正銘ものという虎徹を携えてきて彼に贈り、代わりに達磨一幅を所望したそうである。彼は虎徹を得て大いに喜んで、達磨一千幅をホールに陳列し好きなものを選ばせた上に、横山大観に達磨の絵を依頼し、それに山縣元帥の軸一本を添えて返礼したそうです。彼は、早速鞘文に鑑定させると、まさに虎徹だと感嘆し、次に青山の鑑定師にみせると鍛冶平作という。その後来社した本阿弥が有名な燈篭切虎徹を見せたところ、彼の持ついわゆる虎徹とは段違いの出来だったそうである。彼は落胆したものの、贈り主も虎徹と信じて贈られたものであったので、その厚意はあくまで尊重するべきだとし立派に箱書きをして家宝として納めたそうである。
尚、歴史小説ではあるが、司馬遼太郎の著作『新選組血録』でも紹介されている。注文主は、五千五百石の久貝因幡守（久貝正方）で、長曽祢興里ができあがったものをもってゆくと久貝因幡守が意外に喜ばなかったことが原因であるとしている。石灯籠の笠を切っても刃こぼれ一つしなかったため、久貝因幡守はそれを見て大いに怖れ無礼を謝し刀を納めたとある。

## 明治以降の伝来について
戦前
その後の伝来は不明であるが、昭和10年（1935年）の「高島屋名刀展覧会」に出展されており、その当時の所持者は細川利文子爵となっている。また細川家では、その当時石灯籠切虎徹以外にも熊野三所権現長光や乱藤四郎等も所持していたとされる。『乕徹大鑒』でも出品はされていないものの利刃なることを誇った添銘として紹介されており、細川利文子爵所持との記載がある。その後、昭和18年の上野松坂屋で行われた陸軍軍刀展覧会に出展されている (国立国会図書館デジタルコレクション：https://dl.ndl.go.jp/pid/1530908/1/35)

戦後
前述の小笠原信夫の著書『名刀虎徹』では、この刀は細川利文子爵家に伝来したというが、すでに同家にはないようだとの記述がある。乕徹大鑒の初版・増補改訂版にも出品されず、戦後長らく所有者は不明であったが、78年の時を経て都内の刀剣店より2021年の東美特別展に出展されていた。2021年の時点では、日本美術刀剣保存協会の特別保存刀剣に鑑定されている。その後は不明。

## 作風

### 刀身
『大日本刀剣史』では、刃長二尺一寸二分半（約64.4センチメートル)、鎬作りにて小切先、反り少しもなく、真の直刀なり。地鉄細美、刃文大のたれに互の目乱れ交り鎬地柾目が交る。小沸一面につき、匂冴えて強く深し。長曽祢興里入道乕徹、石燈篭切（切付銘）と切ってある。
『藤代名刀図鑑』では、刃長二尺一寸二分半、無反、地小杢強く細美、刃文小互の目乱足入り刃華やかにして健全、晩年作になる。石燈篭切は磨上後の別銘で、銘字から想像すると享保の頃近江守継平の手による手によるものでないかと推測している。
『日本刃大百科事典』では、磨り上げられて刃長二尺一寸二分半余りしかない。無反りで恰好は悪いが、地鉄は小杢目肌美しく、刃文（はもん）も小互の目乱れ、足入り、華やかである。目釘穴が４つある。長曽祢興里入道乕徹、石燈篭切（切付銘）と切ってある。
『刀談片々』によれば、直刀というより寧ろ刃の方に反っている内反りになっているのではないかと述べられている。

### 用語解説
- 作風節のカッコ内解説および用語解説については、個別の出典が無い限り、刀剣春秋編集部『日本刀を嗜む』に準拠する。

1. ↑  「地鉄」は、別名で鍛えや地肌とも呼ばれており、刃の濃いグレーや薄いグレーが折り重なって見えてる文様のことである[18]。これらの文様は原料の鉄を折り返しては延ばすのを繰り返す鍛錬を経て、鍛着した面が線となって刀身表面に現れるものであり、1つの刀に様々な文様（肌）が現れる中で、最も強く出ている文様を指している[18]。
2. ↑  「刃文」は、赤く焼けた刀身を水で焼き入れを行った際に、急冷することであられる刃部分の白い模様である[19]。焼き入れ時に焼付土を刀身につけるが、地鉄部分と刃部分の焼付土の厚みが異なるので急冷時に温度差が生じることで鉄の組織が変化して発生する[19]。この焼付土の付け方によって刃文が変化するため、流派や刀工の特徴がよく表れる[19]。